# Ель-Дорадо (аеропорт)
Міжнародний аеропорт Ель-Дорадо (ісп. Aeropuerto Internacional El Dorado) (IATA: BOG, ICAO: SKBO) — аеропорт спільного базування, розташований за 15 кілометрів на захід від  колумбійської столиці  Боготи. Входить до списку перших п'ятдесяти аеропортів світу за такими показниками: пасажиропотік (третє місце в  Латинській Америці з 25 009 483 пасажирами в 2013 році), вантажообіг (перше місце в Латинській Америці і 33-е в світі з об'ємом в 622 145 метричних тонн в 2013 році), число зльотів і посадок повітряних суден (друге місце в Латинській Америці і 45-е в світі з показником в 304 330 операцій в 2011 році).
Ель-Дорадо — найбільший аеропорт Колумбії, на його частку припадає майже половина всіх злетів і посадок повітряних суден, що здійснюються в країні.
У 2015 році порт отримав нагороду рейтингової компанії Skytrax в номінації «Кращі співробітники аеропортів Південної Америки».

## Історія
Проект пасажирського терміналу аеропорту був розроблений на замовлення уряду генерала Густаво Рохаса Пінілья, зведення ж терміналу почалося в 1955 році. Будівля була здана в експлуатацію в кінці 1959, замінивши собою тимчасові споруди по обслуговуванню пасажирів і літаків. Новий комплекс складався з декількох рульових доріжок, місця для обслуговування лайнерів, паркувальних зон, залів для прибуття і відбуття пасажирів. На другому поверсі аеровокзалу розташовувався зал відправлення з ресторанами і бізнес залами. Третій поверх присвячувався головним чином під офіси авіакомпаній і інших сервісних служб аеропорту.
Четвертий і п'ятий поверхи терміналу займала адміністрація порту, на шостому розташовувалися співробітники місцевої метеостанції і аеронавігації аеропорту. Сьомий і восьмий поверхи займали служби забезпечення наземного руху (злітно-посадкової смуги, рульові доріжки) і повітряного руху відповідно. Дев'ятий поверх будівлі відводився під службу енергопостачання і, нарешті, на десятому поверсі знаходилася диспетчерські служби аеропорту.
До 1973 року міжнародний аеропорт Ель-Дорадо обслужив три мільйони чоловік і обробив майже п'ять мільйонів одиниць різних вантажів. У тому ж році був зареєстрований рекордний ріст пасажирів на внутрішніх і міжнародних напрямках аеропорту, що природним чином підняло питання про необхідність будівництва другої злітно-посадкової смуги. У 1981 році національний авіаперевізник Avianca добудував в аеропорту власний пасажирський термінал «Puente Aéreo» для обслуговування своїх високонавантажених маршрутів в Калі, Медельїн, Маямі і Нью-Йорк. Термінал відкрив сам президент Колумбії Хуліо Сесар Турбай. У 1990 році на третій поверх будівлі головного терміналу переїхав офіс управління цивільної авіації Колумбії. У тому ж році на території аеропорту були побудовані будівлі Центру досліджень повітроплавання і Національного центру аеронавігації. У 1998 році відбулося офіційне відкриття другої злітно-посадкової смуги аеропорту.

### Головний хаб Avianca
10 грудня 1998 року флагманський перевізник Avianca офіційно відкрила свій головний хаб в міжнародному аеропорту Ель-Дорадо, запропонувавши до послуг пасажирів більше шести тисяч щотижневих регулярних рейсів. З того моменту і по теперішній час компанія здійснює як на власних рейсах, так і на код-шерингових маршрутах з авіакомпаніями-партнерами Delta Air Lines, Iberia, Air Canada, Lufthansa та Air France.
Порт працює в режимі повноцінного хаба Avianca, забезпечуючи прості стикування по внутрішніх маршрутах (такими, як Медельїн—Сан-Андрес), з внутрішніх на міжнародні напрямку (наприклад, з Калі в Лос-Анджелес), з міжнародних на внутрішні напрямки (наприклад, між Форт-Лодердейл і Баранкілья), між зовнішніми рейсами (наприклад, Париж — Гуаякіль), а також між зовнішніми маршрутами по код-шерінгом такими, як Атланта — Картахена (Delta Air Lines і Avianca).
Інфраструктура хаба полегшує стикування транзитним пасажирам, пропонуючи послуги окремих стійок реєстрації, автобуси між будівлями терміналів, а також виділену зону очікування для стикувальних міжнародних рейсів з метою уникнення проходження митного та імміграційного контролю в Колумбії.

### Термінал Puente Aéreo
У 1981 році Avianca прийняла в експлуатацію будівлю власного пасажирського терміналу Puente Aéreo (укр. Аероміст). Спочатку авіакомпанією передбачалося обслуговування в її терміналі високонавантажених маршрутів в Калі, Медельїн, Маямі та Нью-Йорк, проте Avianca до 2005 року перенесла і всі свої внутрішні рейси, а міжнародні маршрути в Маямі і Нью-Йорк, навпаки, винесла назад в будівлю основного (загального) пасажирського терміналу.
У 2006 році на замовлення Avianca були проведені роботи з капітального ремонту «Puente Aéreo». При цьому, авіакомпанія взяла до уваги деяку невизначеність на той момент в подальшу долю аеровокзального комплексу — в якості одного з варіантів подальшого розвитку аеропорту розглядався проект зі знесення всіх терміналів (включаючи вантажні) і зведення на їх місці нової великої і сучасної будівлі вантажно-пасажирського терміналу. Тому виконані в 2006 році роботи носили характер тимчасових — дешевих, але ефективних. Так, наприклад, доріжки до літаків для пасажирів оброблені плиткою поверх колишніх рульових доріжок; пасажири при цьому, слідуючи пішки до літака, перетинали смуги руху автобусів, багажних візків та іншого перонного транспорту. Далі на гейті вони піднімалися по сходах алюмінієвої конструкції і заходили в літак. Подібні схеми були нормою в 1950-60-х роках на зорі розвитку комерційної авіації, проте в XXI столітті вони повністю застаріли.

## Термінали

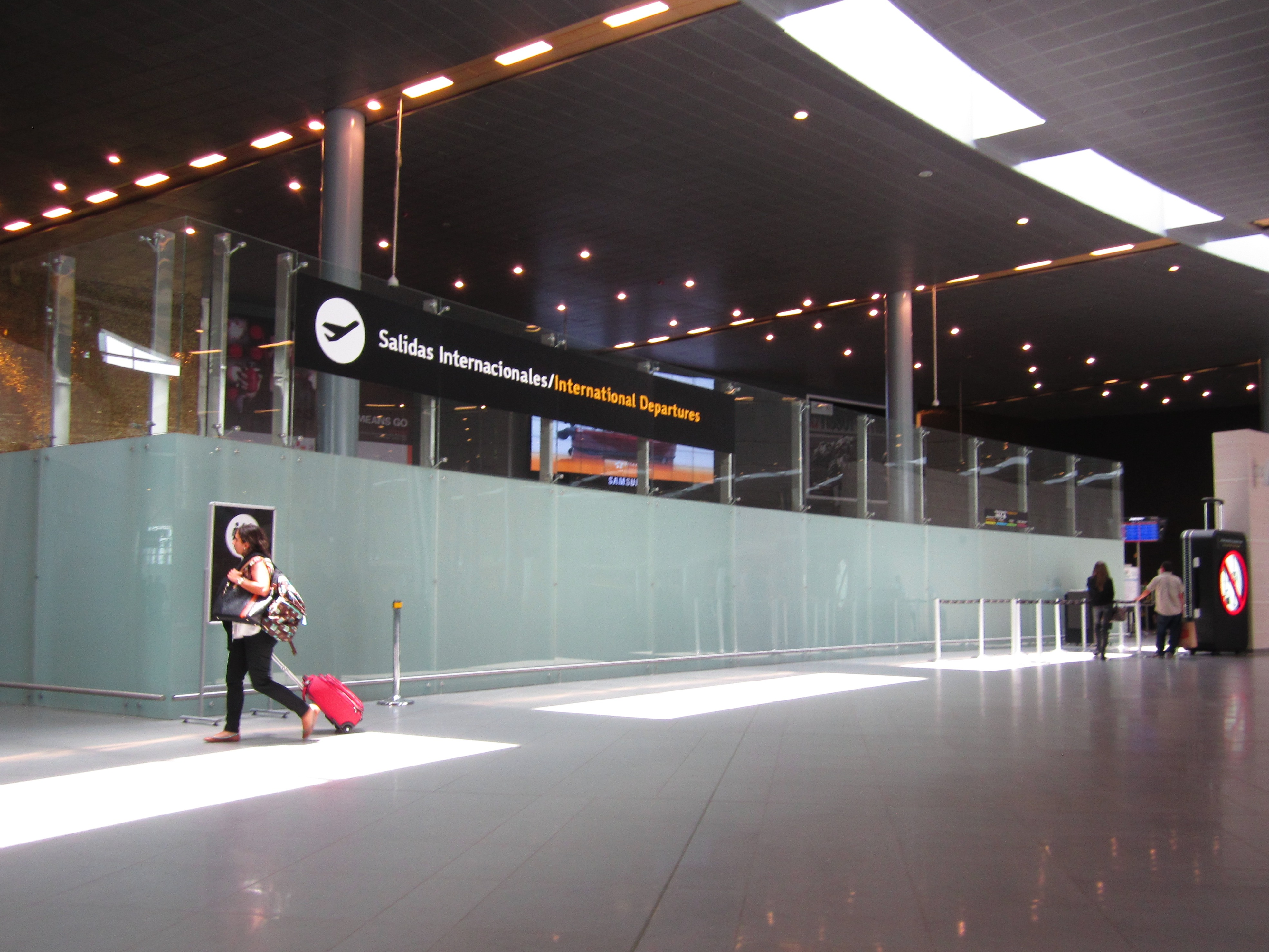
Зона відправлення міжнародних рейсів в терміналі 1

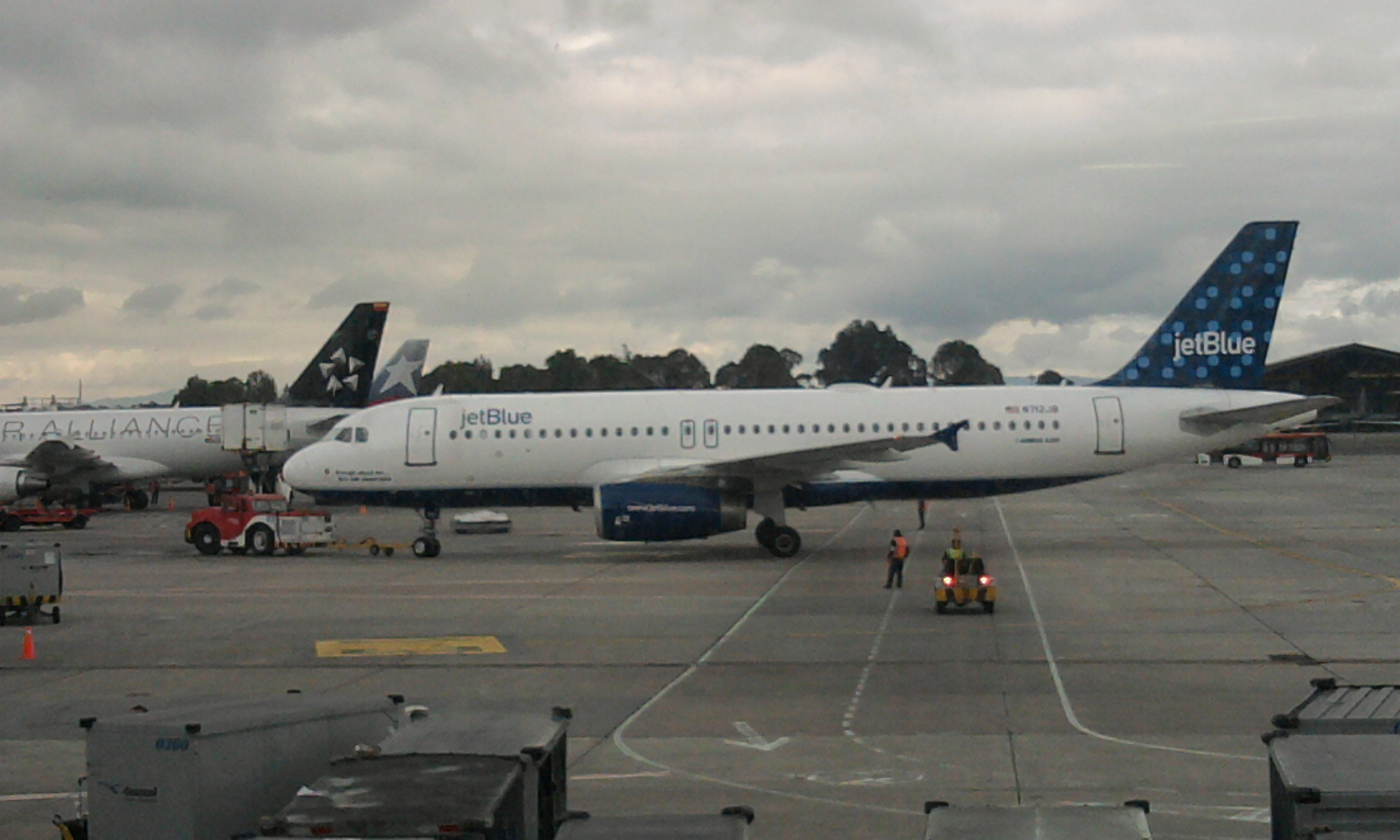
JetBlue на старій міжнародній злітній смузі

Головним терміналом є Термінал 1 (Т1). Конструкція термінала має форму малої літери «h» і складається з двох головних конкорсів: міжнародного на північній стороні та внутрішнього на південній стороні. У міжнародному конкорсі є три великі зали підвищеної комфортності для клієнтів авіакомпаній LAN Airlines, Avianca та American Airlines, а також від «El Dorado Lounge» від Mastercard, велика зона дьюті-фрі, пункт прокату автомобілів, квиткові каси, банкомати, телефони, камери схову і навіть невелике казино. На всій площі Т1 функціонує безкоштовний Wi-Fi.
Новий термінал має кілька зон реєстрації пасажирів, включаючи кіоски самостійної реєстрації, а також істотно збільшену в порівнянні з колишнім терміналом зону імміграційного контролю. Для власників біометричних паспортів і членів програми Global Entry встановлено окремі стійки прискореного передпольотного огляду на міжнародні рейси. Обидва конкорса обладнані численними ескалаторами, траволаторами і ліфтами. Термінал 1 експлуатує 32 виходу на посадку (гейти): 17 для внутрішніх рейсів, 10 для міжнародних напрямків та ще 5 працюють у віддаленому режимі.
Зона «Puente Aéreo» слугує як Термінал 2 (Т2). До 29 квітня 2018 року він слугував ексклюзивним терміналом компанії Avianca для внутрішніх рейсів, після цього вона перемістила їх до Т1.

## Авіакомпанії та напрямки станом на березень 2022
| Авіакомпанія             | Пункт призначення |
| ------------------------ | --- |
| Aerolíneas Argentinas    | Буенос-Айрес-Есейса |
| Aeroméxico               | Мехіко |
| Air Canada               | Монреаль-Трюдо, Торонто-Пірсон |
| Air Europa               | Мадрид |
| Air France               | Париж–Шарль де Голль |
| American Airlines        | Даллас/Форт-Верт, Маямі, Нью-Йорк–Кеннеді |
| Avianca                  | Арменія, Аруба, Асунсьйон, Барселона, Барранкілья, Букараманга, Буенос-Айрес-Есейса, Вальєдуар, Вільявісенсіо, Вашингтон-Даллес, Йопаль, Калі, Канкун, Картахена, Кіто, Кукута, Кюрасао, Форт-Лодердейл — Голлівуд, Гватемала, Іпіалес (починається 16 травня 2022), Ла-Пас, Летісія, Ліма, Лондон-Гітроу (відновлюється 28 березня 2022), Лос-Анджелес, Мадрид, Манісалес, Медельїн–ХМС, Мехіко, Маямі, Монтерія, Монтевідео, Нейва, Нью-Йорк–Кеннеді, Орландо, Панама–Токумен, Пасто, Перейра, Попаян, Пунта-Кана, Ріо-де-Жанейро — Галеан, Ріоача, Сан-Андрес, Сан-Хуан, Сан-Сальвадор, Санта-Марта, Сантьяго-де-Чилі, Віру-Віру, Санто-Домінго – Лас-Амерікас, Сан-Паулу-Гуарульюс, Сінселехо, Торонто-Пірсон, Тумако, Флоренсія |
| Avianca Costa Rica       | Сан-Хосе–Хуан Сантамарія |
| Avianca Ecuador          | Гуаякіль, Кіто |
| Avianca El Salvador      | Сан-Сальвадор |
| Avianca Express          | Арменія, Барранкабермеха, Сінселехо, Флоренсія, Ібаге, Манісалес, Нейва, Попаян, Вільявісенсіо, Йопаль |
| Avior Airlines           | Барселона, Валенсія, Каракас, Маракайбо |
| Copa Airlines            | Панама–Токумен |
| Delta Air Lines          | Atlanta, Нью-Йорк–Кеннеді |
| EasyFly                  | Арменія, Барранкабермеха, Флоренсія, Манісалес, Нейва, Перейра, Попаян, Пуерто-Асіс, Кібдо, Йопаль |
| Iberia                   | Мадрид |
| JetBlue                  | Форт-Лодердейл — Голлівуд, Нью-Йорк–Кеннеді (закінчується 30 квітня 2022), Орландо |
| JetSmart                 | Сантьяго-де-Чилі |
| KLM                      | Амстердам1 |
| LATAM Brasil             | Сан-Паулу-Гуарульюс |
| LATAM Chile              | Маямі, Сантьяго-де-Чилі |
| LATAM Colombia           | Арменія, Барранкілья, Букараманга, Вальєдуар, Калі, Картахена, Кукута, Летісія, Медельїн–ХМС, Монтерія, Нейва, Пасто, Перейра, Сан-Андрес, Санта-Марта, Йопаль |
| LATAM Ecuador            | Кіто (починається 27 березня 2022) |
| LATAM Perú               | Ліма |
| Lufthansa                | Франкфурт-на-Майні |
| Plus Ultra Líneas Aéreas | Мадрид (з 2 липня 2022) |
| SATENA                   | Агуачіка, Апартадо, Араука, Буенавентура, Вільявісенсіо, Вілльягарсон, Ініріда, Іпіалес, Кібдо, Ла-Макарена, Медельїн–Олая Еррера, Міту, Піталіто, Пуерто-Асіс, Пуерто-Карреньйо, Сан-Хосе-дель-Ґуав'яре, Сан-Вісенте-дель-Кахуан, Саравена, Сінселехо, Таме, Тумако, Флоренсія |
| Sky Airline              | Сантьяго-де-Чилі |
| Spirit Airlines          | Форт-Лодердейл — Голлівуд, Маямі, Орландо |
| Turkish Airlines         | Стамбул2 |
| Ultra Air                | Калі, Картахена, Медельїн–ХМС, Сан-Андрес, Санта-Марта |
| United Airlines          | Х'юстон-Інтерконтінентал, Ньюарк-Ліберті |
| VivaAerobús              | Канкун, Мехіко |
| Viva Air Colombia        | Барранкілья, Букараманга, Калі, Картахена, Кукута, Ліма, Медельїн–ХМС, Мехіко, Монтерія, Перейра, Ріоача, Сан-Андрес, Санта-Марта |
| Viva Air Perú            | Ліма |
| Volaris                  | Канкун, Мехіко |
| Wingo                    | Аруба, Калі, Канкун, Каракас, Картахена, Кюрасао, Гуаякіль, Ліма, Гавана, Медельїн–ХМС, Мехіко, Панама–Токумен, Пунта-Кана, Кіто, Сан-Андрес, Сан-Хосе–Хуан Сантамарія, Санта-Марта, Санто-Домінго – Лас-Амерікас |

Примітки:
- ↑  Переліт KLM з Боготи до Амстердама робить зупинку в Картахені. Однак, авіакомпанія не має дозволу на перевезення пасажирів за напрямком Богота — Картахена.
- ↑  Переліт Turkish Airlines з Боготи до Стамбула робить зупинку в Панамі. Однак, авіакомпанія не має дозволу на перевезення пасажирів за напрямком Богота — Панама.

## Світлини

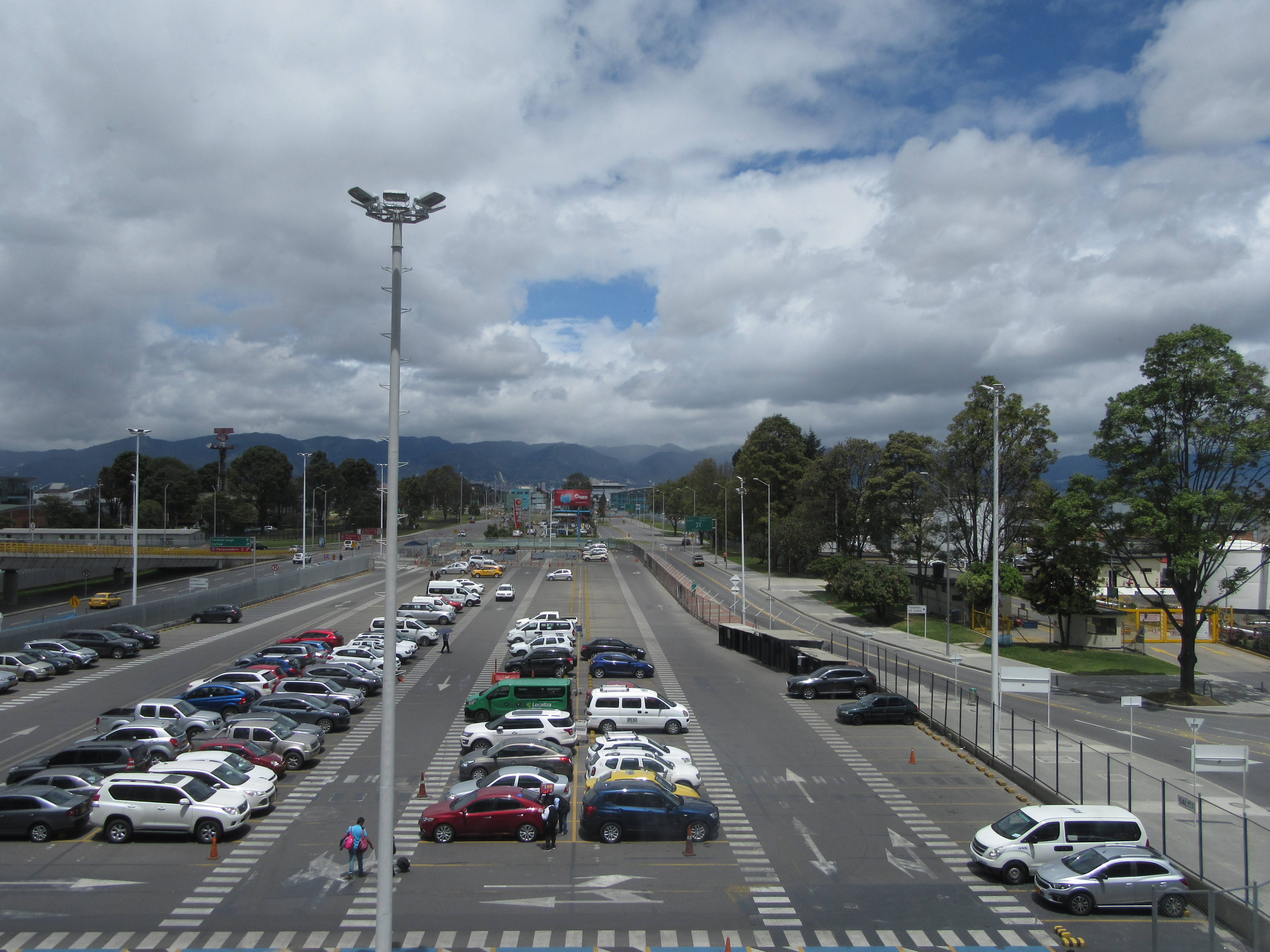
Автомагістраль з Боготи до аеропорту
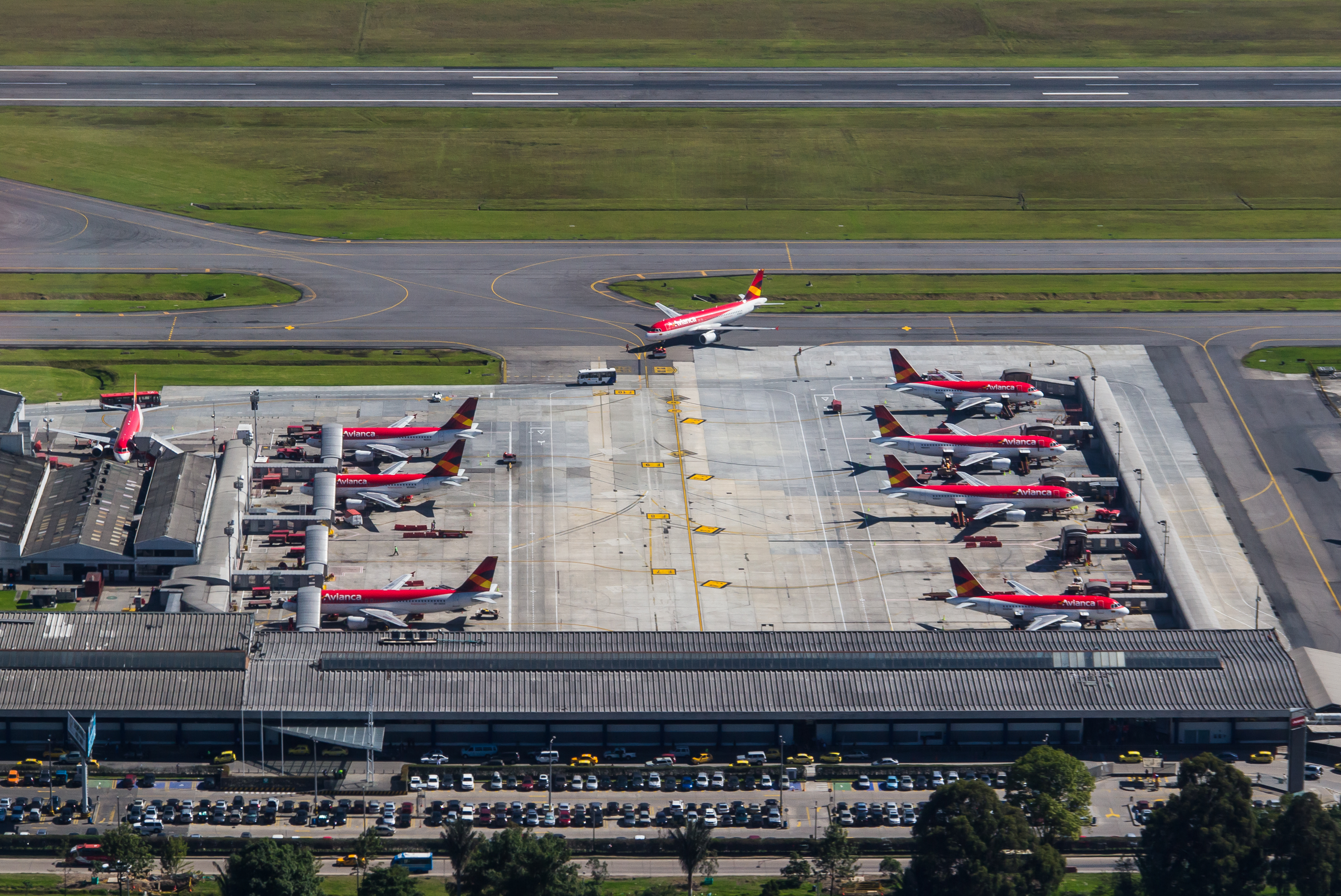
Аеропорт
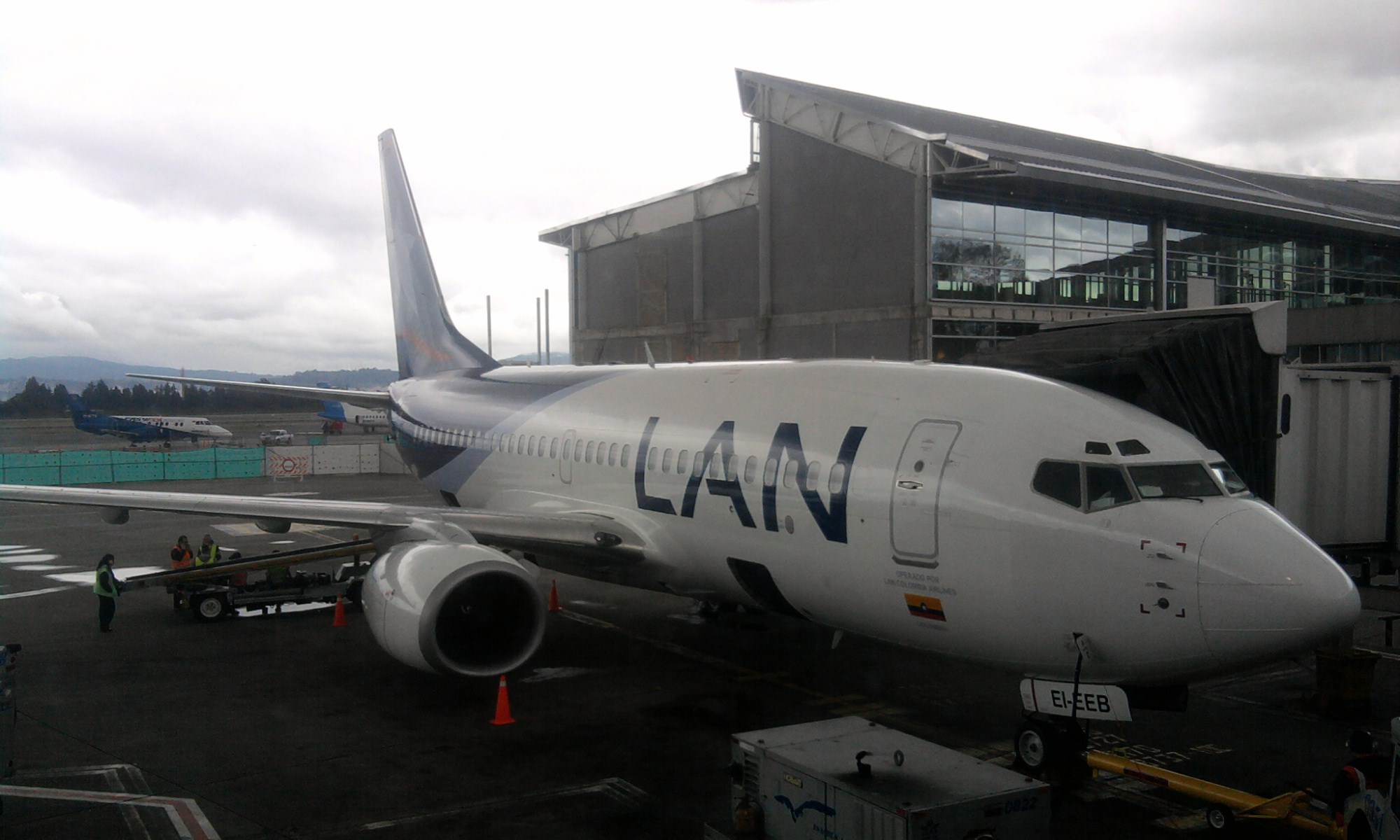
Північний док Нового терміналу
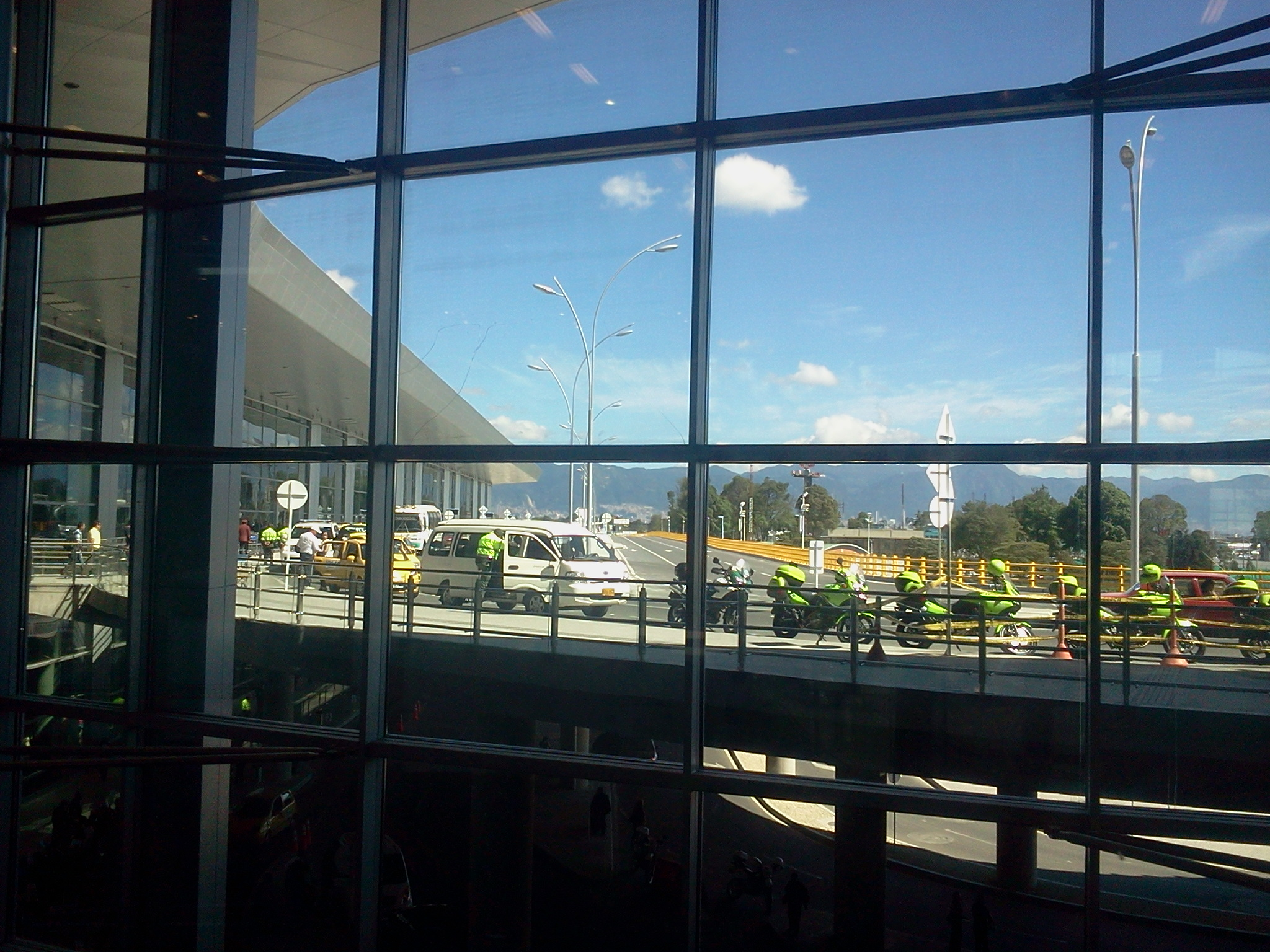
Новий термінал
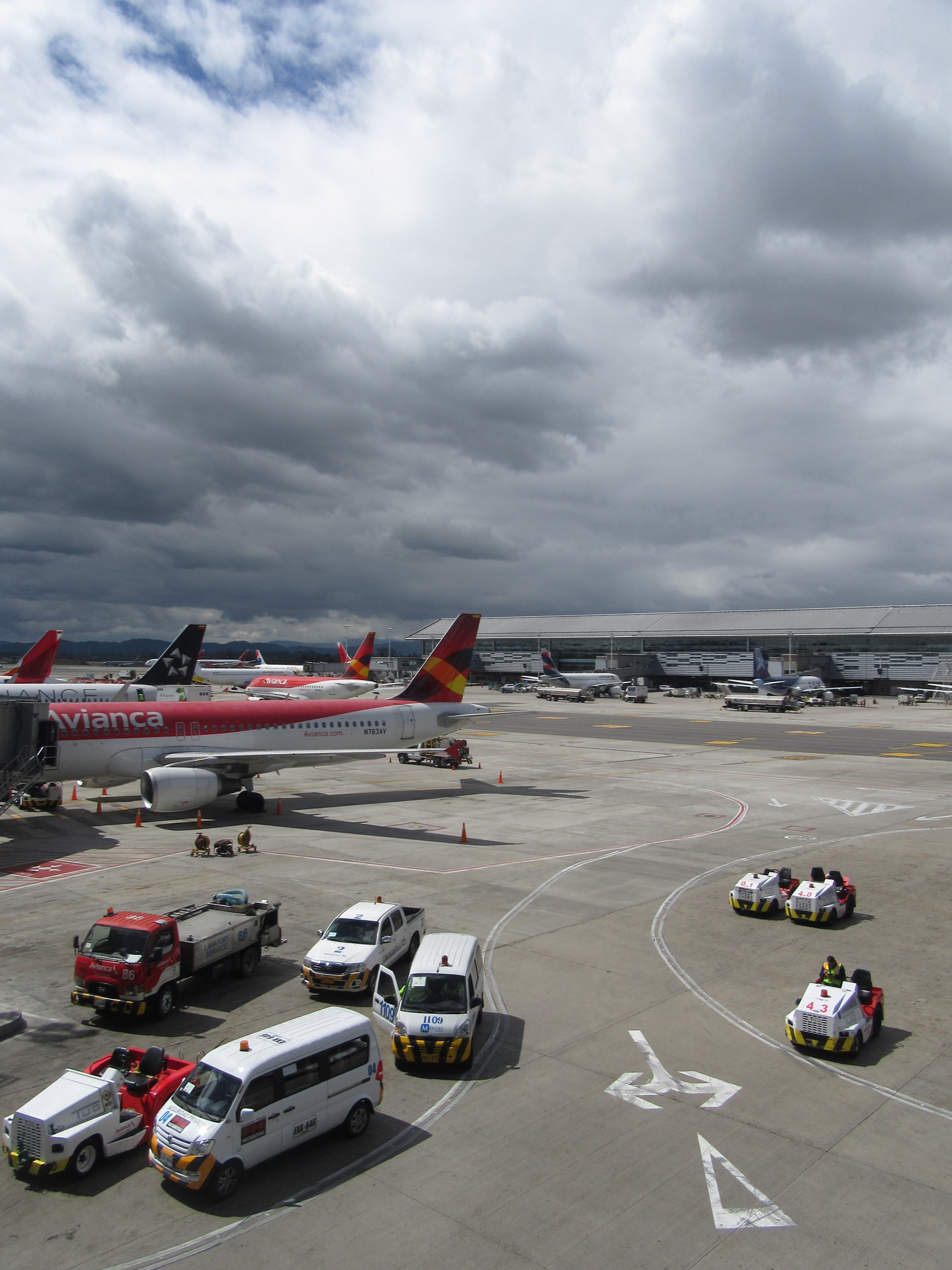
Біля Міжнародного терміналу
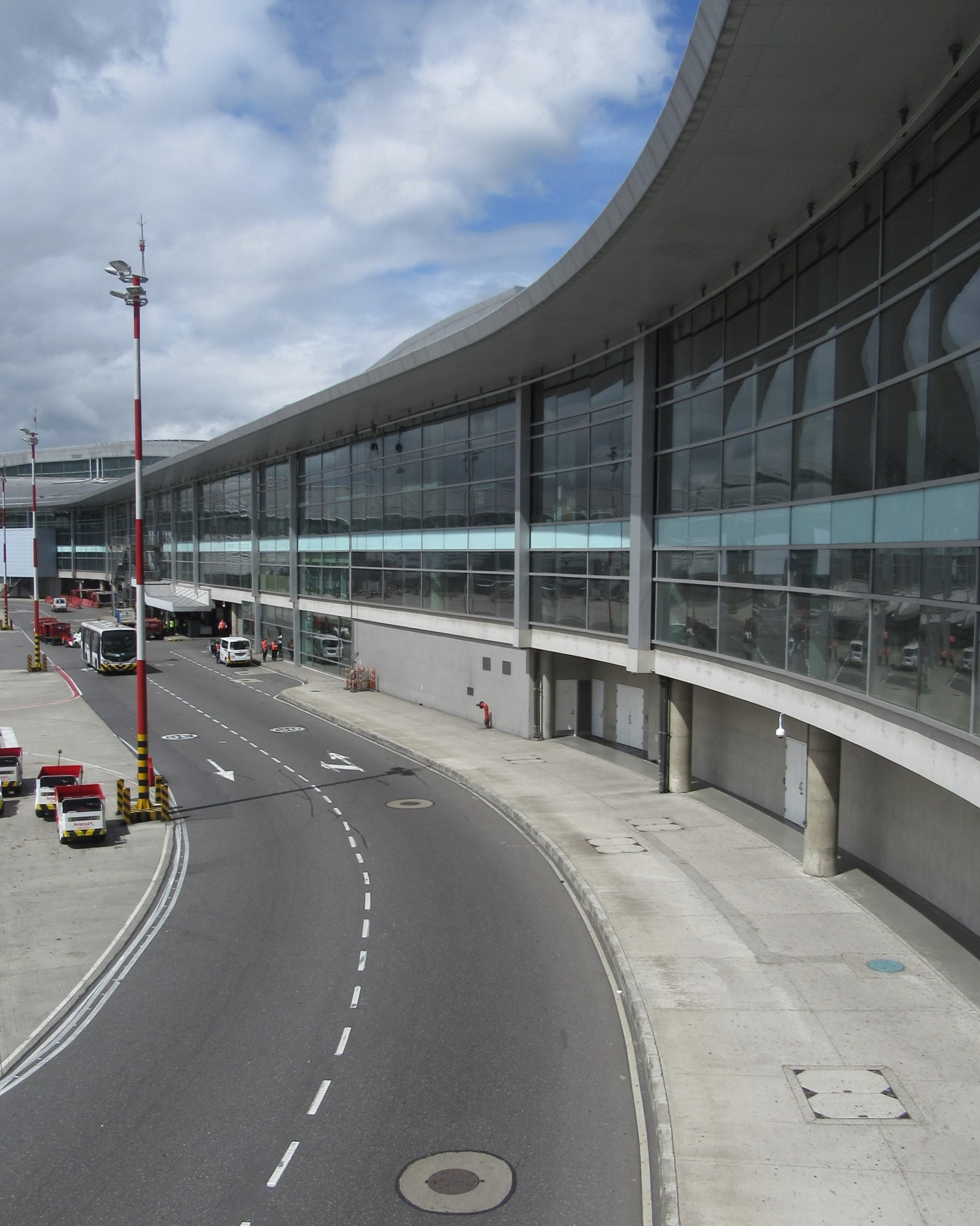
Міжнародний термінал
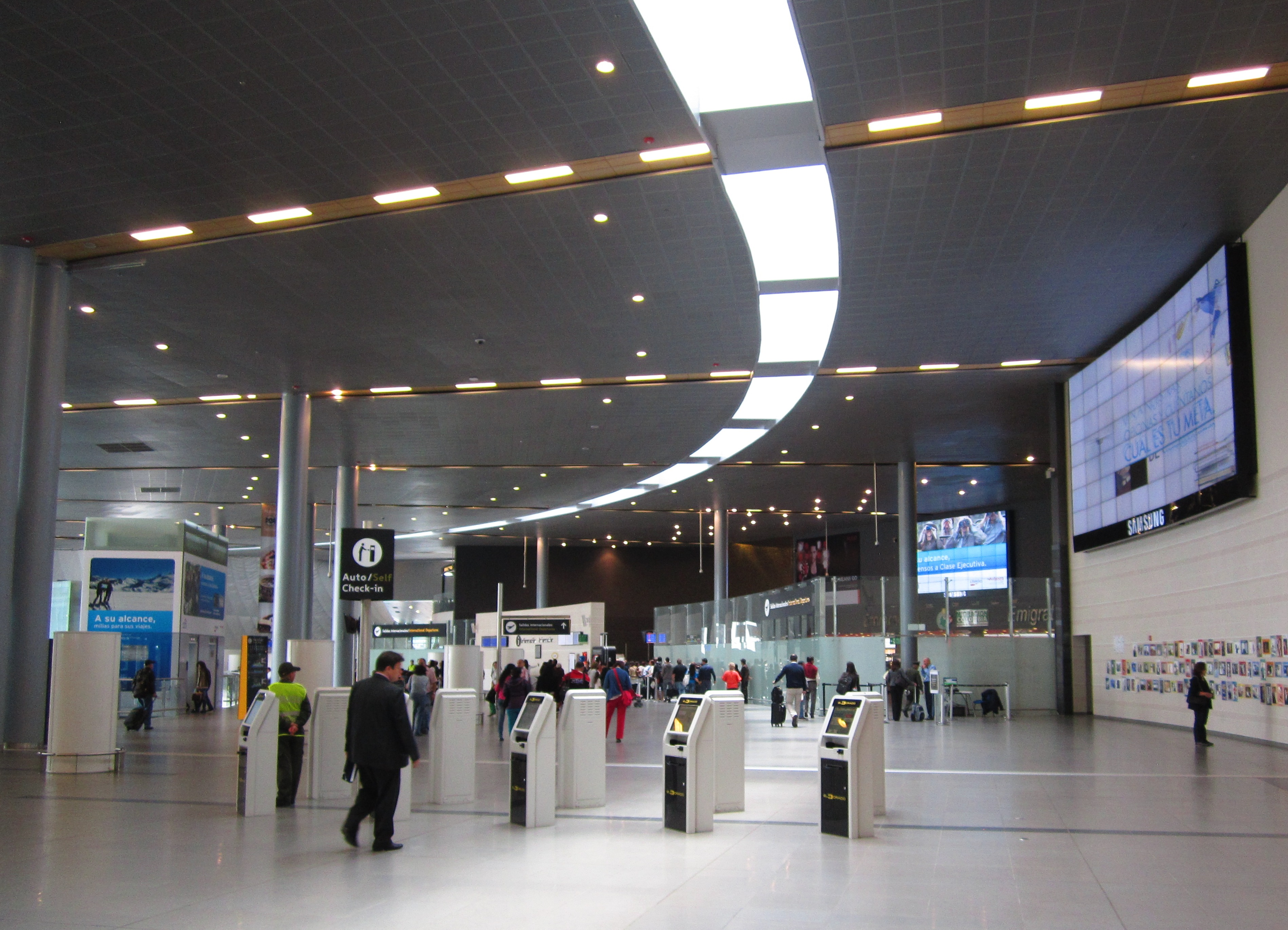
Перехід у Міжнародному терміналі
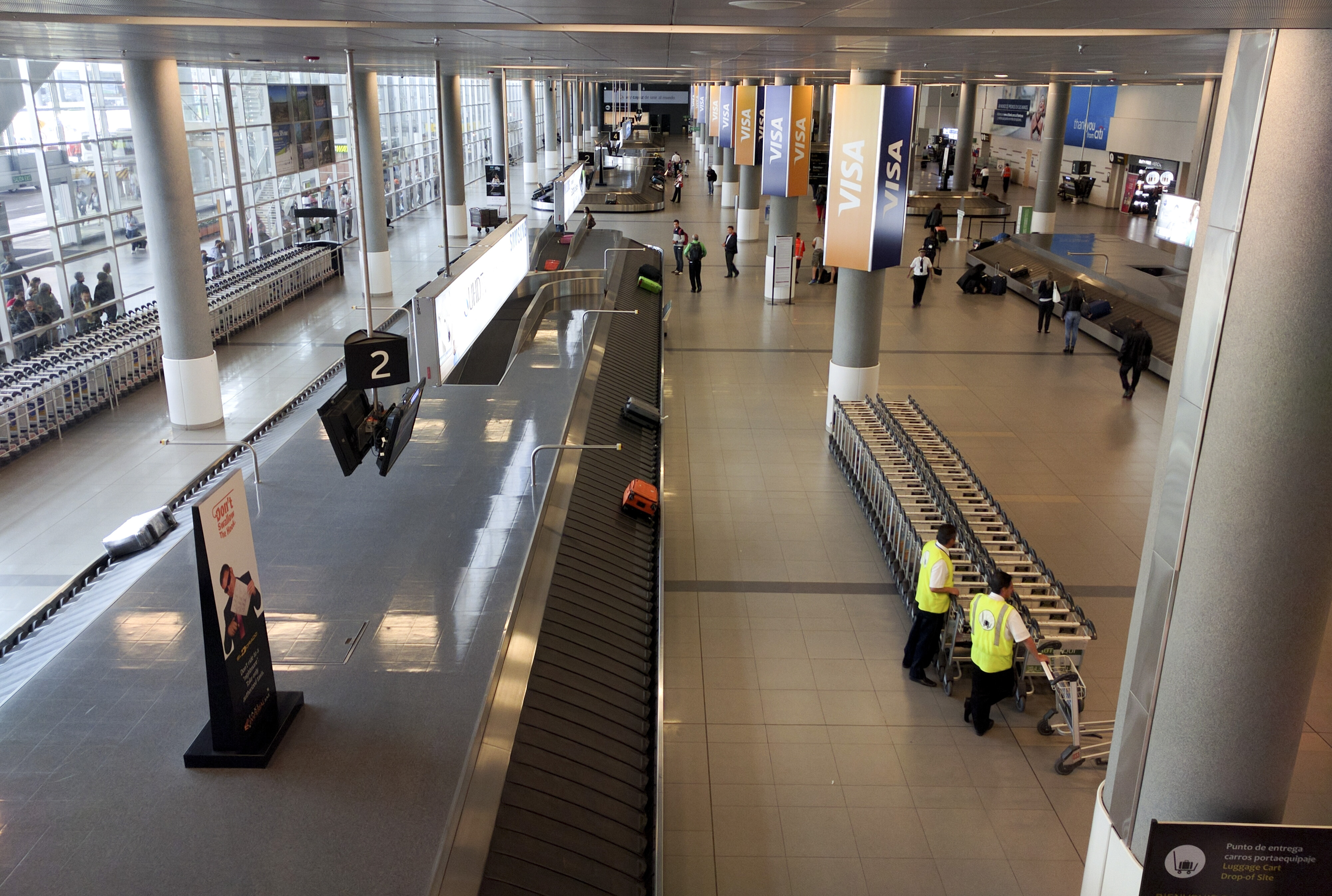
Отримання багажу
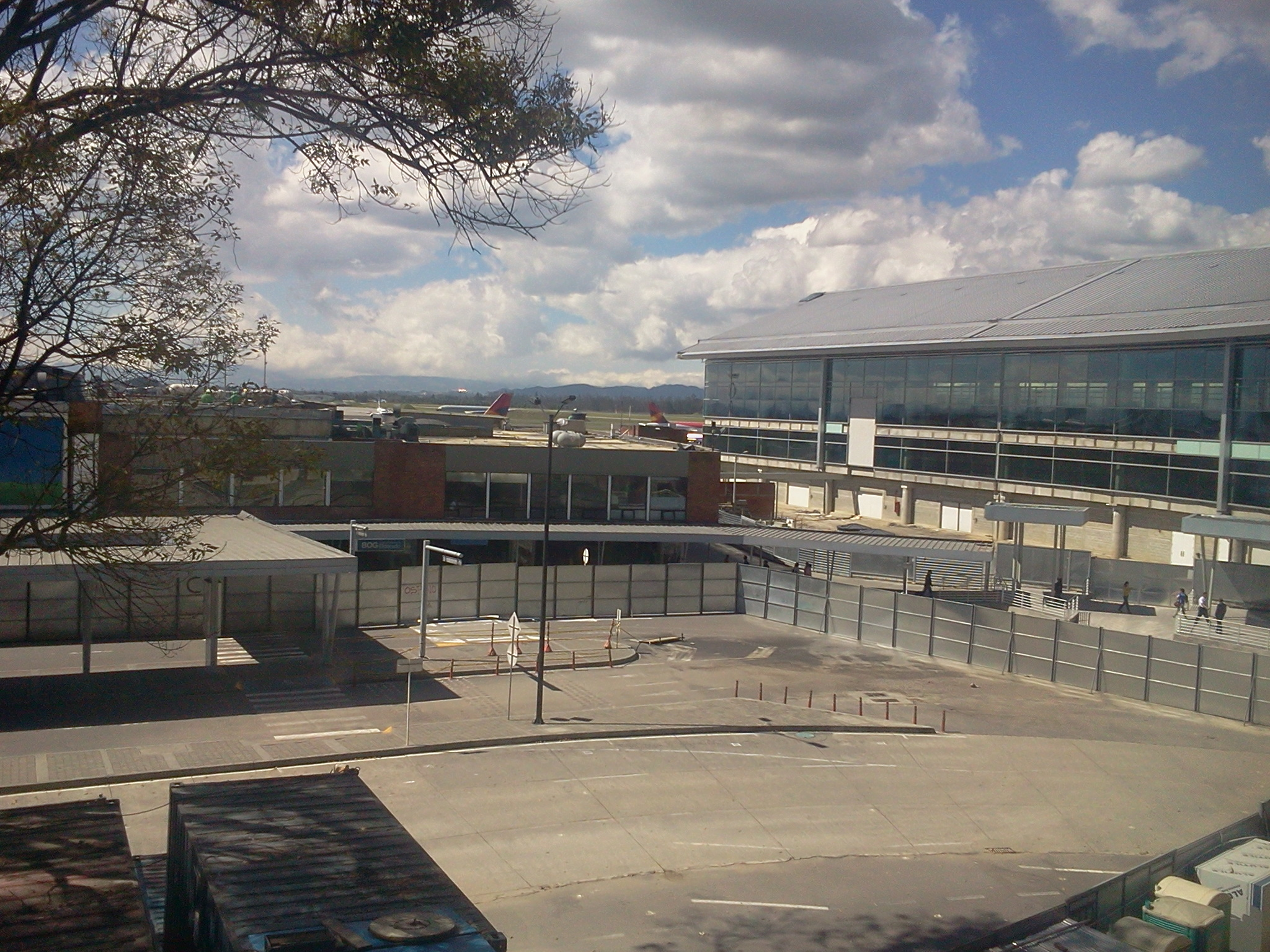
Старий термінал
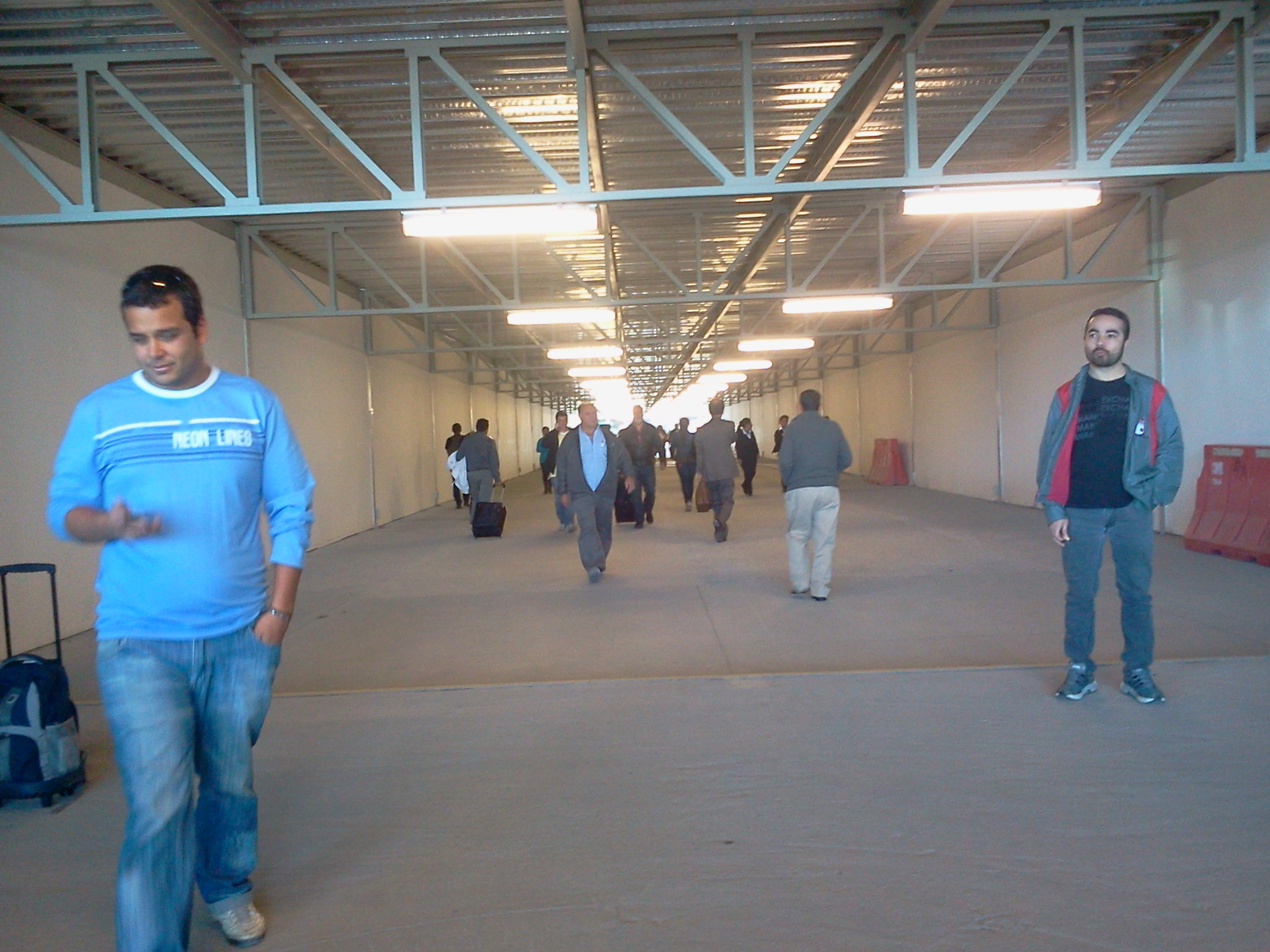
Перехід у Старому терміналі